# Моцарт — навсегда
«Моцарт — навсегда» (фр. For Ever Mozart) — фильм режиссёра Жана Люка Годара 1996 года, основной темой которого являются противоречия между искусством и реальной жизнью. Между поэзией и прозой. Конфликт художника и обыденности.
Оригинальное название фильма (фр. pour rêver Mozart) имеет два значения, одно из которых переводится как «мечтая о Моцарте»

## Сюжет
Камиль, преподаватель философии, внучка Альбера Камю, отправляется в Сараево, чтобы своими глазами увидеть реалии проходящей там гражданской войны и поставить там пьесу «С любовью не шутят». С ней также отправляются Жером, спутник Камиль, и Жамиля — служанка.
Тем временем Вики, дядя Жерома, снимает картину «Роковое болеро».

## В ролях
- Мадлен Асса — Камиль
- Галия Лакруа — Розетт
- Беранжер Алло — Актриса
- Вики Мессики — Вики (директор картины)
- Фредерик Пьеро — Жером
- Мишель Франчини — Барон
- Сабина Бэйл — Сабина
- Макс Андрэ — Советчик
- Сильви Эрбер — Мама